# Apacheta

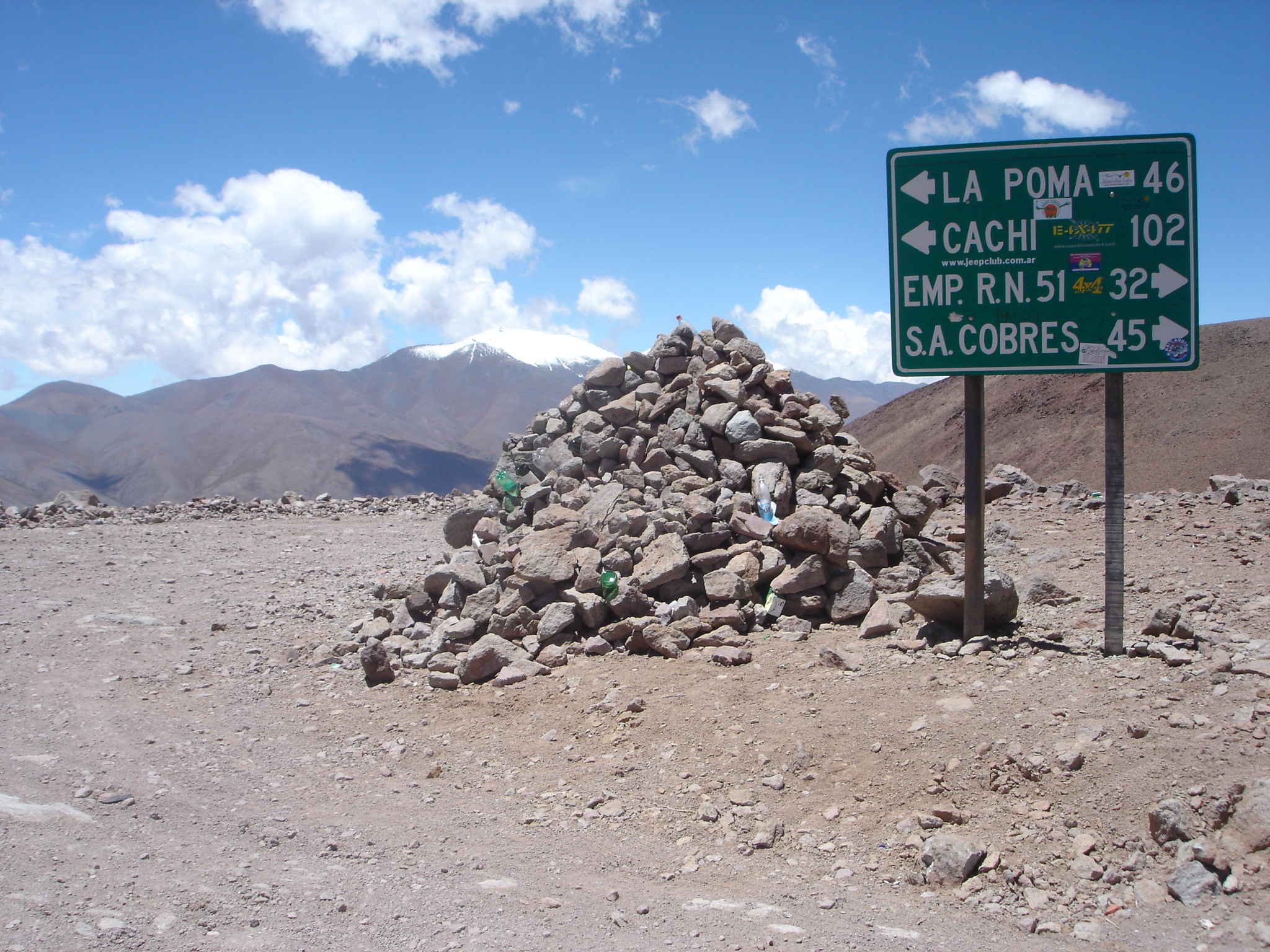
Apacheta en el Abra del Acay (ex camino del inca, a 5061 o 16 604 pies). Punto más alto de la Ruta Nacional 40 (Argentina).

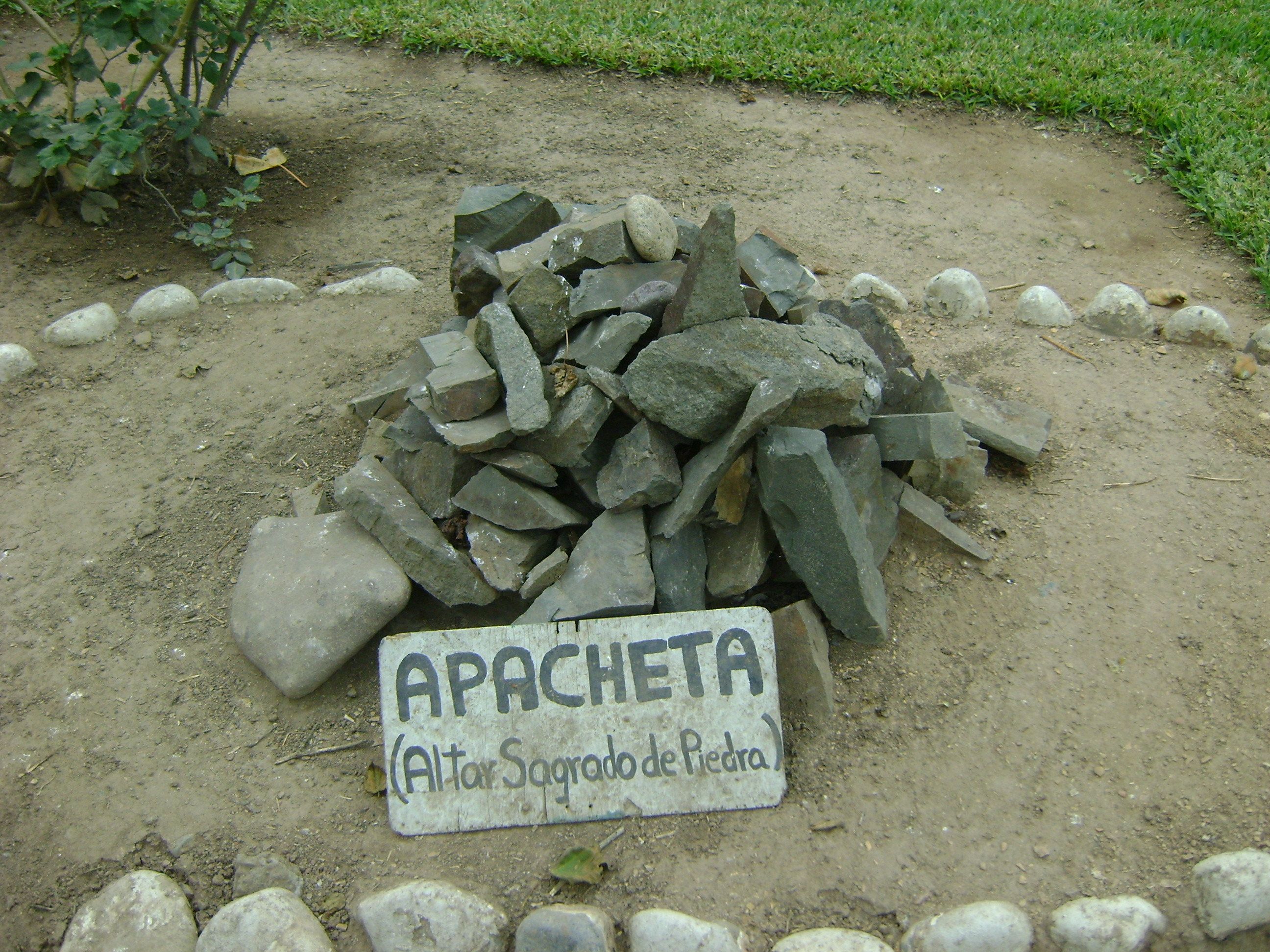
Apacheta en el Jardín Botánico de Lima

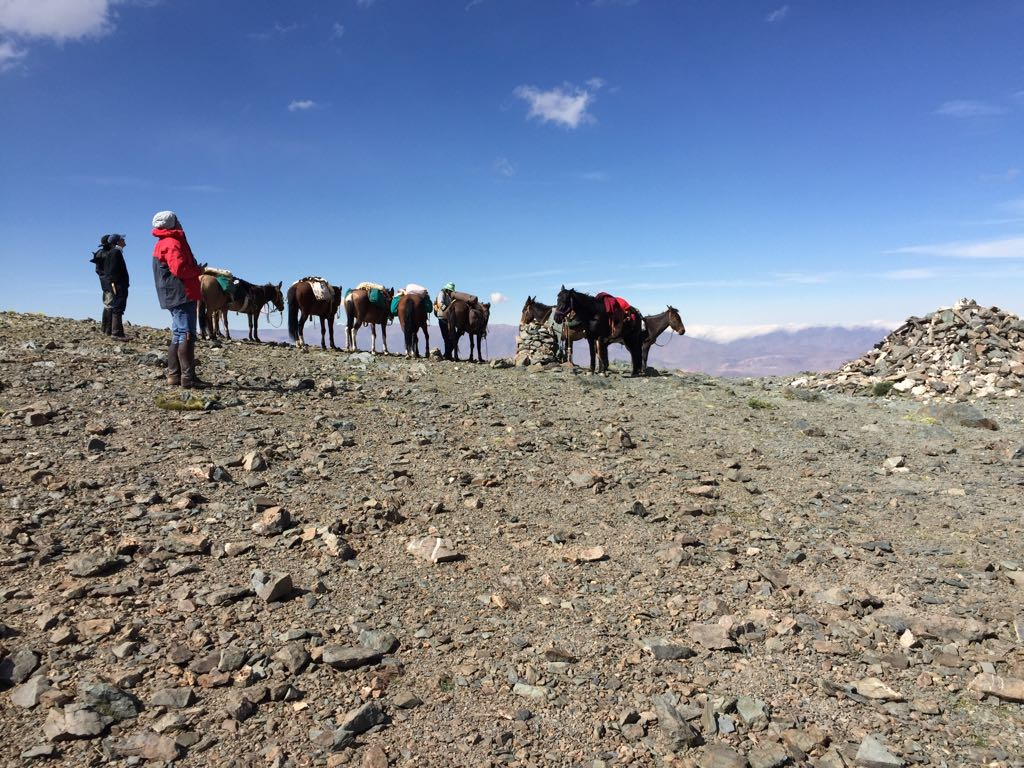
Apachetas camino a Las Capillas

Una apacheta (del quechua y aimara: apachita) es un montículo de piedras colocadas en forma cónica una sobre otra, como ofrenda realizada por los pueblos indígenas de los Andes de América del Sur a la Pachamama y/o deidades del lugar, en las cuestas difíciles de los caminos.

## Origen
Se tratan de verdaderos monumentos indígenas de valor sagrado, los que se construyeron en diferentes puntos a orillas del camino del inca.
Como vieja costumbre de dejar piedras, las convertía con el paso del tiempo en marcas, a manera de hitos, que demarcaban estos caminos. Es en esos puntos donde los viajeros piden y agradecen a la Pachamama (Madre Tierra) y a los Apus (dioses de las montañas).
Se creía que dejar una piedra protegía al viajero que pasaba por el lugar, la que se ofrecía junto al acullico de hojas de coca, tabaco y/o bebidas fermentadas entre otras cosas.
A diferencia de un túmulo, la apacheta no se erigía como cámara funeraria ni para cubrir sepulturas o como lápida. La gran mayoría de ellas aparecen en solitario y aisladas, y se cree que quitar las piedras de la apacheta es profanación, equivalente al sacrilegio, por cuanto son sagradas para tal rito.

## Controversia en su significado
Si bien, no todos coinciden en su significado como ofrenda y/o lugares de pedidos a la Pachamama, algunos autores creen que las apachetas nacieron debido a la preocupación de los pueblos andinos por el orden: por dividir, medir distancias, marcar y separar sectores o territorios aunque otros detallan que su origen no fue otra cosa que un montón de materiales acarreados para edificar usnos o puestos de vigía en los puntos estratégicos de los caminos incaicos.